# Rudolf Haag
Rudolf Haag (Tübingen,1922. augusztus 17. – Fischhausen-Neuhaus, 2016. január 5.) német elméleti fizikus, aki főként a kvantumtérelmélet alapvető kérdéseivel foglalkozott. A kvantumtérelmélet modern megfogalmazásának egyik megalapozója, az axiómáit a lokalitás elvére és a lokálisan megfigyelhető mennyiségekre alapozta. Jelentős eredményeket ért el a kvantumstatisztikus mechanika matematikai megalapozásában is.

## Életrajz
Rudolf Haag 1922. augusztus 17-én született Tübingen egyetemi városban, amely Baden-Württemberg tartományban található. Középosztálybeli családba született. Haag édesanyja Anna Haag író és politikus volt. Apja, Albert Haag matematikatanár volt egy gimnáziumban. Miután 1939-ben befejezte a középiskolát, nem sokkal a második világháború kezdete előtt meglátogatta nővérét Londonban. A háború kitörését követően internálták, mint ellenséges idegent. A háború alatt egy német civilek számára fenntartott táborban töltötte a kanadai Manitobában. Ott szabadidejében fizikát és matematikát tanult autodidakta módon.
A háború után Haag visszatért Németországba, és 1946-ban beiratkozott a Stuttgarti Műszaki Egyetemre, ahol 1948-ban fizikusi diplomát szerzett. 1951-ben a müncheni egyetemen doktorált Fritz Bopp témavezetése mellett, akinek 1956-ig asszisztense is lett. 1953 áprilisában csatlakozott a CERN koppenhágai elméleti kutatócsoportjához, amelyet ekkoriban a Nobel-díjas Niels Bohr vezetett. Egy év után visszatért korábbi asszisztensi pozíciójába Münchenben, és 1954-ben megszerezte a német habilitációt. Majd 1956 és 1957 között Werner Heisenberggel dolgozott a göttingeni Max Planck Fizikai Intézetben.
Ezt követően 1957 és 1959 között a Princetoni Egyetem vendégprofesszora, 1959 és 1960 között pedig a Marseille-i Egyetemen dolgozott. Majd 1960-ban az Illinois Urbana-Champaign Egyetem fizikaprofesszora lett. 1965-ben Res Josttal megalapították a Communications in Mathematical Physics című folyóiratot, amely később meghatározó lett a területen. Haag lett az első főszerkesztő, amelyet 1973-ig tartott meg. 1966-ban elfogadta a Hamburgi Egyetem elméleti fizika professzori állását, ahol 1987-es nyugdíjazásáig maradt. Nyugdíjba vonulását követően a kvantumfizikai esemény koncepcióján dolgozott.
Haag már fiatalon érdeklődött a zene iránt. Először hegedülni kezdett, de később inkább a zongorára váltott, amelyen napi szinten játszott. 1948-ban Haag vette feleségül Käthe Fuest, akitől négy gyermeke született: Albert, Friedrich, Elisabeth és Ulrich. Nyugdíjas évei alatt újraházasodott. Második feleségével, Barbara Klie-vel  közösen Schlierseebe költözött, egy pásztorfaluba a bajor hegyekben. 2016. január 5-én halt meg a dél-bajorországi Fischhausen-Neuhausban.

## Tudományos karrierje
Pályája elején Haag nagy mértékben hozzájárult a kvantumtérelmélet megalapozásához. A területen kifejtett munkájának jelentős eredménye a Haag-tétel, amiből következik, hogy a kvantummechanika kölcsönhatási (interakciós) képe nem létezik a kvantumtérelméletben. Ennek következtében a részecskék szórási folyamatainak leírásához új megközelítés vált szükségessé. Ennek eredményeként Haag kidolgozta az úgynevezett Haag-Ruelle-féle szóráselméletet.
A munka során rájött, hogy az addig feltételezett merev kapcsolat a mezők és a részecskék között nem létezik, és a részecske értelmezésnek Albert Einstein által megfogalmazott lokalitás elvén kell alapulnia, amely meghatározott operátorokat rendel a téridő különböző régióihoz. Ezek a meglátások a Haag–Kastler axiómákban fogalmazódtak meg, amely a kvantumtérelméletek lokális megfigyelhetőségeire alapul. Az általuk megfogalamazott elméleti keretrendszer az operátor algebra eszközeit használja fel, ezért általánosan algebrai kvantumtérelméletnek, vagy fizikai megközelés alapján lokális kvantumfizikának nevezik.
Ez a koncepció gyümölcsözőnek bizonyult bármely lokális elmélet alapvető tulajdonságainak megértéséhez a négydimenziós Minkowski-térben. Anélkül, hogy feltételezéseket tett volna a nem megfigyelhető töltésváltó mezőkkel kapcsolatban, Haag Sergio Doplicherrel és John E. Roberts-szel együttműködve megértette a megfigyelhető szuperszelekciós szektorok lehetséges szerkezetét a rövid kölcsönhatású erőket leíró elméletekben. A szektorok mindig összepárosíthatók egymással. Az elméletben mindegyik szektor megfelel vagy a para-Bose vagy para-Fermi-statisztikának, és minden szektorhoz tartozik egy konjugált szektor. Ezek a felismerések megegyeznek a töltések additivitásának a részecskeértelmezésben, a részecskestatisztika Bose–Fermi alternatívájának és az antirészecskék létezésének. Az egyszerű szektorok speciális esetében a megfigyelhető értékekből rekonstruáltunk egy globális mérőeszközcsoportot és töltéshordozó mezőket, amelyek a vákuum állapotból minden szektort generálhatna.k Ezeket az eredményeket később tetszőleges szektorokra általánosították a Doplicher–Roberts dualitástételben. Ezeknek a módszereknek az elméletekre való alkalmazása alacsony dimenziós terekben a fonatcsoport- statisztika és a kvantumcsoportok előfordulásának megértéséhez is vezetett.
A kvantumstatisztikus mechanikában Haagnak, illetve munkatársainak (Nicolaas M. Hugenholtz és Marinus Winnink) sikerült általánosítania a termodinamikai egyensúlyban lévő állapotok Gibbs–von Neumann-féle leírását a KMS-feltétel (Kubo-Martin-Schwinger) segítségével, oly módon, hogy végtelen rendszerek termodinamikai limeszében is igaz legyen. Kiderült, hogy ez a feltétel a Neumann-algebrák elméletében is kiemelkedő szerepet játszik, ennek eredménye lett a Tomita–Takesaki-féle elmélet. Ez az elmélet központi kérdésnek bizonyult az egyes kvantumtérelméleti modellek szerkezeti elemzésben és  felépítésében is Haag és munkatársai (Daniel Kastler és Ewa Trych-Pohlmeyer) sikeresen levezették a KMS-feltételt a termikus egyensúlyi állapotok stabilitási tulajdonságaiból. Huzihiro Arakival, Daniel Kastlerrel és Masamichi Takesakival együtt kidolgozta a kémiai potenciál elméletét is ebben az összefüggésben.
A Haag és Kastler által a kvantumtérelméletek Minkowski-térben történő tanulmányozására létrehozott keretrendszer, felhasználható a görbült téridő leírására is. Klaus Fredenhagennel, Heide Narnhoferrel és Ulrich Steinnel együttműködve Haag jelentősen hozzájárult az Unruh-effektus és a Hawking-sugárzás megértéséhez.
Haag bizonyos mértékű szkepticizmust tanúsított az elméleti fizika spekulatív fejleményeivel szemben de időnként foglalkozott ilyen kérdésekkel is. A legismertebb hozzájárulás a Haag–Łopuszański–Sohnius tétel, amely az S-mátrix azon lehetséges szuperszimmetriáit osztályozza, amelyekre a Coleman–Mandula tétel nem vonatkozik.

## Kitüntetései
1970-ben Haag megkapta a Max Planck-érmet az elméleti fizika terén elért kiemelkedő eredményeiért, 1997-ben pedig a Henri Poincaré-díjat a kvantumtérelmélethez való alapvető hozzájárulásáért, mint a modern megfogalmazás egyik megalapozója.  Haag 1980 óta a Leopoldina Német Természettudományos Akadémia, 1981 óta pedig a Göttingeni Tudományos Akadémia tagja. 1979 óta a Bajor Tudományos Akadémia, 1987 óta pedig az Osztrák Tudományos Akadémia levelező tagja.

## Publikációk

### Tankönyvek
- Haag, Rudolf. Local quantum physics: Fields, particles, algebras, 2, Springer-Verlag Berlin Heidelberg. DOI: 10.1007/978-3-642-61458-3 (1996. június 22.). ISBN 978-3-540-61049-6

### Válogatott tudományos munkái
- Haag, Rudolf (1955). "On quantum field theories". Dan. Mat. Fys. Medd. 29 (12): 1–37. (Haag-tétel)
- Haag, Rudolf (1958). "Quantum field theories with composite particles and asymptotic conditions". Physical Review. 112 (2): 669–673. Bibcode:1958PhRv..112..669H. doi:10.1103/PhysRev.112.669. (Haag–Ruelle szórás elmélet)
- Haag, Rudolf; Kastler, Daniel (1964). "An Algebraic approach to quantum field theory". Journal of Mathematical Physics. 5 (7): 848–861. Bibcode:1964JMP.....5..848H. doi:10.1063/1.1704187. (Haag–Kastler axiómák)
- Doplicher, Sergio; Haag, Rudolf; Roberts, John E. (1971). "Local observables and particle statistics. 1". Communications in Mathematical Physics. 23 (3): 199–230. Bibcode:1971CMaPh..23..199D. doi:10.1007/BF01877742. S2CID 189833852.
- Doplicher, Sergio; Haag, Rudolf; Roberts, John E. (1974). "Local observables and particle statistics. 2". Communications in Mathematical Physics. 35 (1): 49–85. Bibcode:1974CMaPh..35...49D. doi:10.1007/BF01646454. S2CID 73627903. (Doplicher-Haag-Roberts analysis of the superselection structure.)
- Haag, Rudolf; Hugenholtz, Nico M.; Winnink, Marius (1967). "On the Equilibrium states in quantum statistical mechanics". Communications in Mathematical Physics. 5 (3): 215–236. Bibcode:1967CMaPh...5..215H. doi:10.1007/BF01646342. S2CID 120899390. (KMS feltétel.)
- Araki, Huzihiro; Kastler, Daniel; Takesaki, Masamichi; Haag, Rudolf (1977). "Extension of KMS States and Chemical Potential". Communications in Mathematical Physics. 53 (2): 97–134. Bibcode:1977CMaPh..53...97A. doi:10.1007/BF01609126. S2CID 122319446. (KMS feltétel és kémiai potenciál.)
- Haag, Rudolf; Narnhofer, Heide; Stein, Ulrich (1984). "On Quantum Field Theory in Gravitational Background". Communications in Mathematical Physics. 94 (2): 219–238. Bibcode:1984CMaPh..94..219H. doi:10.1007/BF01209302. S2CID 189832431. (Unruh effektus.)
- Fredenhagen, Klaus; Haag, Rudolf (1990). "On the Derivation of Hawking Radiation Associated With the Formation of a Black Hole". Communications in Mathematical Physics. 127 (2): 273–284. Bibcode:1990CMaPh.127..273F. doi:10.1007/BF02096757. S2CID 122962630. (Hawking sugárzás.)
- Haag, Rudolf; Lopuszanski, Jan T.; Sohnius, Martin (1975). "All possible generators of supersymmetries of the S-matrix". Nuclear Physics B. 88 (2): 257–274. Bibcode:1975NuPhB..88..257H. doi:10.1016/0550-3213(75)90279-5. (Szuperszimmetria osztályozása)  Haag, Rudolf (1990). "Fundamental Irreversibility and the Concept of Events". Communications in Mathematical Physics. 132 (1): 245–252. Bibcode:1990CMaPh.132..245H. doi:10.1007/BF02278010. S2CID 120715539.

## Fordítás
Ez a szócikk részben vagy egészben  a   Rudolf Haag című angol Wikipédia-szócikk ezen változatának fordításán alapul.  Az eredeti cikk szerkesztőit annak laptörténete sorolja fel. Ez a jelzés csupán a megfogalmazás eredetét és a szerzői jogokat jelzi, nem szolgál a cikkben szereplő információk forrásmegjelöléseként.

## További olvasnivalók
- Earman (2006). „Haag's Theorem and its Implications for the Foundations of Quantum Field Theory”. Erkenntnis 64 (3), 305–344. o. DOI:10.1007/s10670-005-5814-y.
- Jost (1982). „Laudatio to the 60th Birthday of Rudolf Haag” (német nyelven). Communications in Mathematical Physics 85 (1), 1–2. o. DOI:10.1007/BF02029127. (With photo).
- Kastler (2003). „Rudolf Haag – Eighty years”. Communications in Mathematical Physics 237 (1–2), 3–6. o. DOI:10.1007/s00220-003-0829-1. (With photo).
- Buchholz (2016). „Rudolf Haag (1922 - 2016)”. News Bulletin, International Association of Mathematical Physics, 27–31. o.
- Jaffe (2016). „Rudolf Haag”. Physics Today 69 (7), 70–71. o. DOI:10.1063/PT.3.3244.
- Schönhammer (2016). „Nachruf auf Rudolf Haag. 17. August 1922 – 5. Januar 2016” (német nyelven). Jahrbuch der Akademie der Wissenschaften zu Göttingen, 236–237. o. DOI:10.1515/jbg-2016-0026.
- Buchholz (2016). „Nachruf auf Rudolf Haag” (német nyelven). Physik Journal 15, 53. o.
- Jaffe: Haag's visit in honor of 40 years of Communications in Mathematical Physics, with photos. arthurjaffe.com. (Hozzáférés: 2021. január 10.)
- Jaffe (2015). „50 Years of Communications in Mathematical Physics”. News Bulletin, International Association of Mathematical Physics, 15–26. o.

## Külső hivatkozások
- Rudolf Haag a Mathematics Genealogy Project adatbázisában .
- Literature by and about Rudolf Haag in the German National Library catalogue.
- Rudolf Haag at zbMATH.
- Rudolf Haag at the nLab.
- Published books about algebraic quantum field theory. Local Quantum Physics Crossroads. (Hozzáférés: 2021. január 10.)
- Video of Haag's seminar in the conference about the 50 years of algebraic quantum field theory, with personal opinions. uni-math.gwdg.de. [2022. szeptember 9-i dátummal az eredetiből archiválva]. (Hozzáférés: 2021. január 10.)